# روبرت لوسون (سياسي)
روبرت لوسون (بالإنجليزية: Robert Lawson)‏ هو سياسي أسترالي، ولد في 18 مايو 1927. انتخب عضو المجلس التشريعي الفيكتوري.